# Nattō

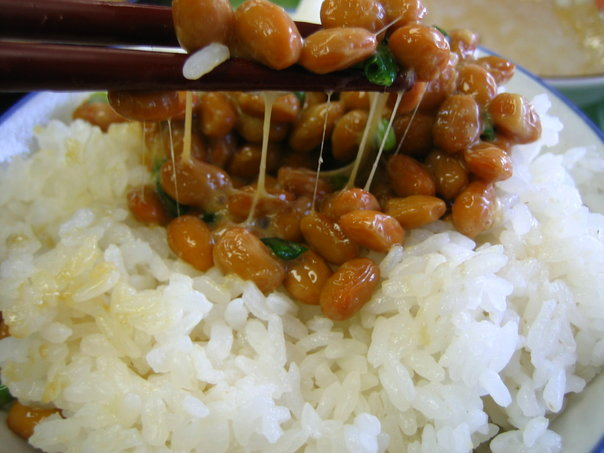
Natto é tipicamente ingerido com arroz

Natto (なっとう ou 納豆) é um alimento tradicional japonês feito de soja fermentada, popularmente degustado no café da manhã. Sendo rico em proteínas, o natto foi uma fonte vital de nutrição no Japão feudal. Para alguns, o natto é único devido ao seu poderoso cheiro, sabor forte e consistência pegajosa. No Japão, o natto é mais popular nas regiões orientais, incluindo Kanto, Tohoku e Hokkaido.

## História
Fontes divergem sobre a origem do natto. Os materiais e ferramentas necessários para produzir o natto têm sido comumente disponíveis no Japão desde tempos remotos. Uma fonte coloca a primeira utilização do natto no período Jomon (10000-300 BC). De acordo com outras fontes, o produto pode ter origem na China durante a dinastia Zhou (1134-246 aC). Existe também a história de Minamoto no Yoshiie que estava em uma batalha no nordeste do Japão entre 1086 e 1088, quando um dia eles foram atacados enquanto destilavam soja para os seus cavalos. Eles apressadamente embalaram as sementes e não abriram a palha até alguns dias mais tarde, altura em que as sementes já haviam sido fermentadas. Os soldados comeram e gostaram do sabor, oferecendo alguns a Yoshiie, que também o aprovou. Uma terceira fonte coloca a origem do natto sendo mais recentemente, no período Edo (1603-1867). É possível também que o produto foi descoberto independentemente por várias pessoas em momentos diferentes.
Uma mudança significativa na produção de natto aconteceu no período Taisho (1912-1926), quando pesquisadores descobriram uma forma de produzir a cultura do Bacillus natto sem a necessidade da palha. Esta maneira simplificada no processo de produção permitiu resultados mais consistentes.

## Superalimento[1]
O natto é um prato de soja fermentado rico em proteínas e com baixo teor de calorias que é considerado superalimento, pois tem propriedades nutricionais ricas e diversos benefícios para a saúde. Além disso, a fermentação do natto melhora a absorção de nutrientes pelo organismo. 
Pelo fato de conter vitaminas, enzimas e aminoácidos únicos que nem todos os alimentos podem fornecer, o natto se mostra uma poderosa arma contra doenças intestinais, osteoporose, câncer, além de diminuir níveis de colesterol, normalizar a pressão arterial, melhorar a saúde do coração, deixar a pele bonita e saudável, fortalecer ossos e dentes e ajudar na perda de peso. Por esse motivo, médicos de renome mundial recomendam incluir natto em sua dieta diária.

## Preparando[2][3][4][5][6]

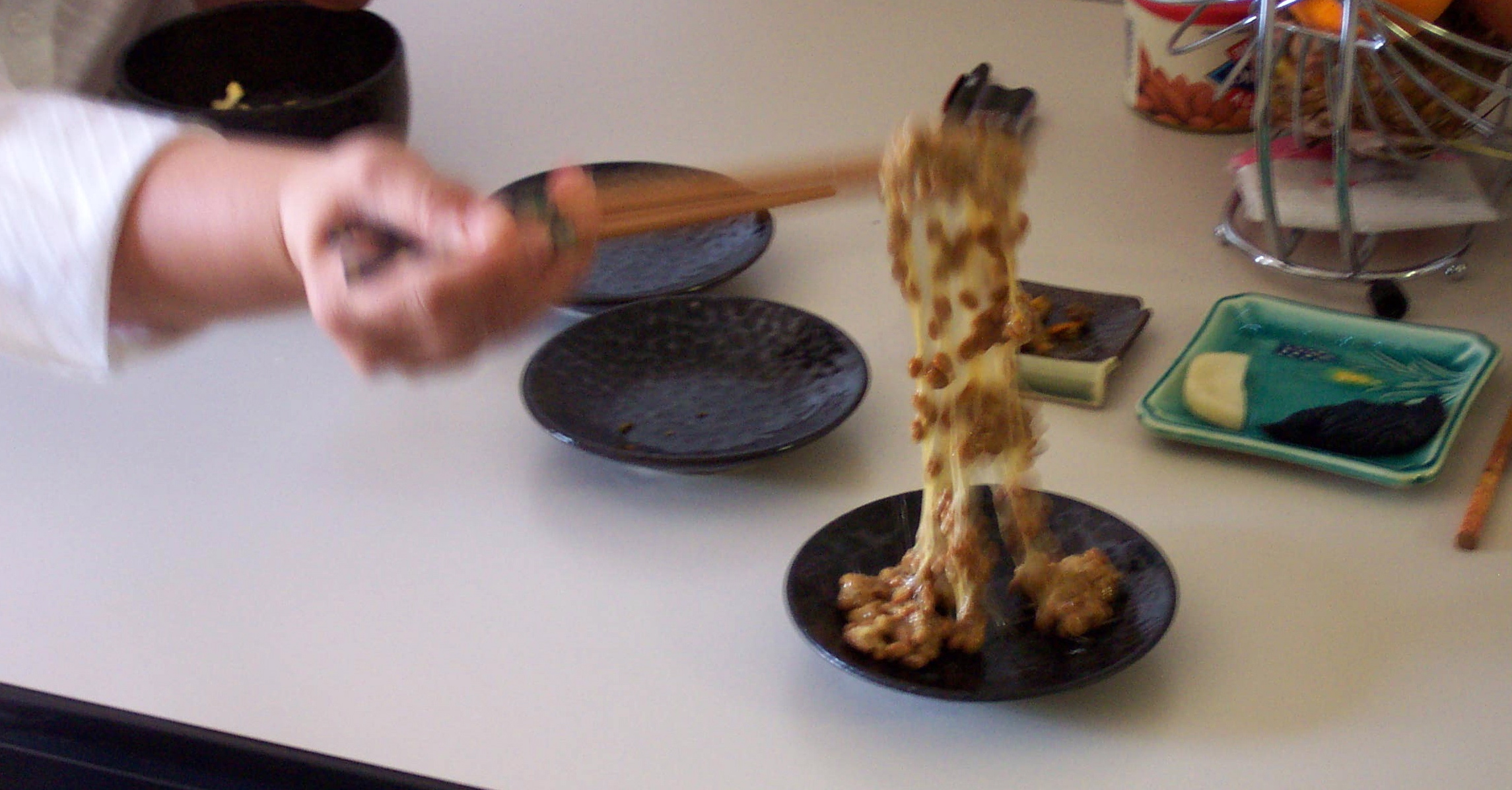
Sendo preparado em um restaurante.

No passado, trouxinhas feitas de palha de arroz eram recheadas com os grãos de soja cozidos no vapor e depois guardadas em ambientes quentes e úmidos. Isso resultava na fermentação causada pela bactéria que vive na palha de arroz, o Bacillus natto. Durante a fermentação, as proteínas e os glicídios da soja se decompõem, produzindo os inconfundíveis fios de natto, que podem ser esticados até 6 metros.
O natto é mais comumente comido no café da manhã para acompanhar o arroz, possivelmente com alguns outros ingredientes, por exemplo, molho de soja, tsuyu, mostarda, daikon ralado, quiabo, ou um ovo cru de codorna. Em Hokkaido e Tohoku (norte da região), algumas pessoas comem o natto com açúcar. Ele também é comumente usado em outros alimentos, tais como sushi, temaki, sopa de miso, salada, como um ingrediente no okonomiyaki, ou até mesmo com espaguete ou fritos. Sua forma seca possui pouco odor e pode ser comido como um lanche nutritivo. Existe também o sorvete de natto.
O Japão já gerou muitos estilos e preparações regionais para o natto em toda a sua história:  Itohiki natto, Daitokuji natto, Goto natto, Hama natto, Higo natto, Hikiwari natto, Hoshi natto, Ikkyu-ji natto, Marudaizu natto, Mito natto, Momen natto, Niowa natto, Omugi natto (cevada natto), Shiokara natto, Soboro natto, Temple natto, Tera natto, Tenryuji natto, Toozoo natto e Yukiwari natto. No entanto, tradicionalmente, existem três principais tipos de natto produzidos no Japão, sendo eles Itohiki natto (alimento de soja fermentado com Bacillus natto, uma cepa de Bacillus subtilis), Yukiwari natto (feito misturando Itohiki natto com arroz koji e sal) e Hama natto (natto salgado que se assemelha a missô, feito usando soja koji).  
O Itohiki natto é o mais difundido atualmente e tem sua origem na fermentação da soja cozida produzida no Japão. Quando fermentada, a superfície da soja é coberta por um polímero de ácidos glutâmicos, de característica viscosa. Em seu preparo, os grãos de soja devem ser lavados e deixados de molho em água de 12 a 20 horas. Em seguida, a soja deve cozida à vapor durante 6 horas, embora o uso de panela de pressão possa reduzir esse tempo. Quando prontos, borrifa-se Bacillus subtilis natto sobre os grãos de soja. Essa mistura é transferida para recipientes estéreis que devem ser incubados em forno pré-aquecido para que a soja passe por uma etapa de fermentação durante 24 horas a uma temperatura de 40°C. Nessa e nas etapas seguintes, deve-se ter atenção redobrada no quesito higiene, a fim de evitar a contaminação. Posteriormente, o natto deve ser posto para resfriamento em frigorífico durante 1 semana.

## Industrialização[7]

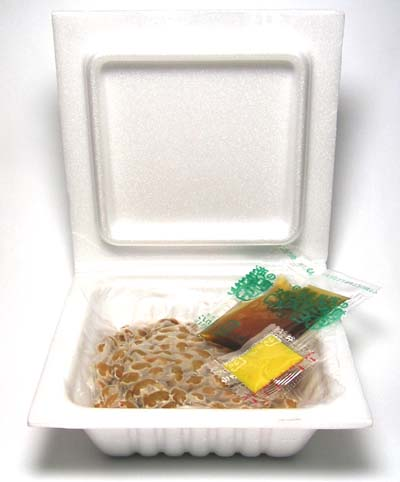
Natto industrializado

Hoje em dia, o natto é industrializado em fábricas automatizadas, onde a quantidade ideal de Bacillus natto é borrifada sobre os grãos de soja cozidos no vapor. Em seguida, máquinas transferem a soja para recipientes pequenos. Uma esteira rolante leva-os para o armazenamento, onde a temperatura e os níveis de umidade controlados são ideais para a fermentação e a maturação da soja. Depois de ser embalado, o natto está pronto para ser comercializado.

## Valor Nutricional[8]
O natto tem um aroma característico que alguns acham repulsivo. Mas a soja viscosa é nutritiva. Durante a fermentação, são produzidas vitaminas B2 e K2, além de minerais como ferro, cálcio e potássio. Além disso, o natto contém enzimas que ajudam na digestão. A nattokinase, uma enzima que dissolve coágulos sanguíneos, também é encontrada no natto.
A fermentação produz calor e substâncias que inibem outras bactérias. Assim, quando preparado corretamente, o natto dura muito tempo. Numa experiência, os bacilos do natto foram cultivados com a enteropatogênica E. coli do tipo O157, que costuma causar intoxicações alimentares fatais. A E. coli O157 morreu. Mesmo assim, recomenda-se que o natto seja mantido sob refrigeração e consumido em cerca de dez dias, pois gradualmente seu sabor sofrerá alteração. Se fermentar demais, a soja dissolve-se completamente exalando um forte odor semelhante ao de amoníaco.
O valor nutricional do natto está se tornando mundialmente conhecido, e com isso ele vem ganhando mais popularidade. De fato, já existe no mercado o natto inodoro, para quem deseja evitar o cheiro.

## Utilidades e Consumo[9]
Os fios de natto podem ter outras utilidades, além de servir como alimento. Por exemplo, eles são usados na fabricação de fibras, plásticos biodegradáveis e resinas. A resina do natto retém água.
Muitas pessoas comem o natto da maneira tradicional — temperado com molho de soja. Alguns preferem acrescentar mostarda ou cebolinha picada, enquanto outros gostam de comê-lo misturado com algas marinhas ou ovo. O natto vai bem com arroz branco, quente. Também pode ser servido com espaguete, talharim japonês e até mesmo sopa. Alguns o apreciam na torrada com manteiga. Quando servido com arroz, é melhor misturar bem a soja. Quanto mais você misturar, mais fios produzirá.

## Galeria
O natto pode ser encontrado de várias formas:

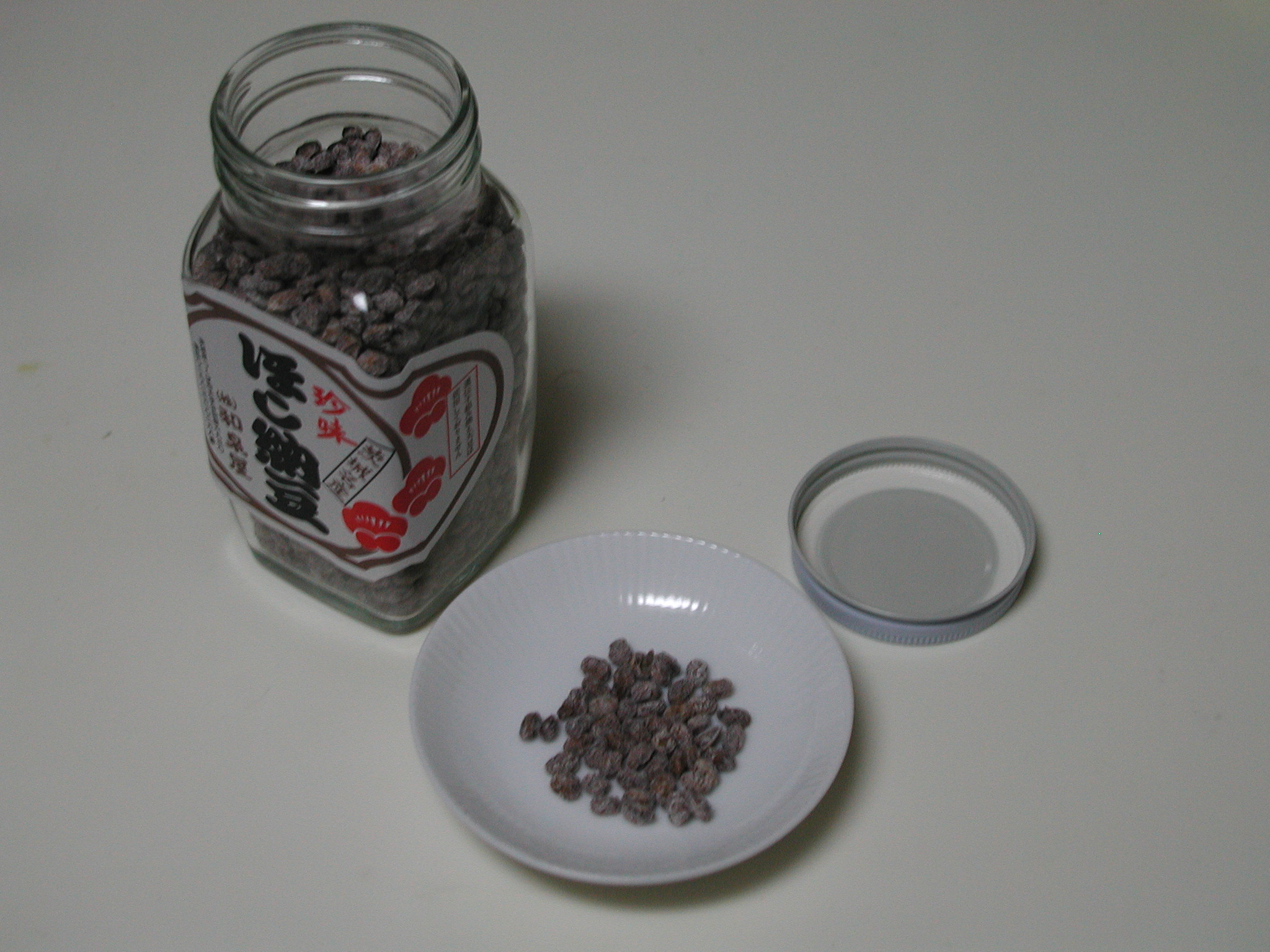
Em sua forma seca.
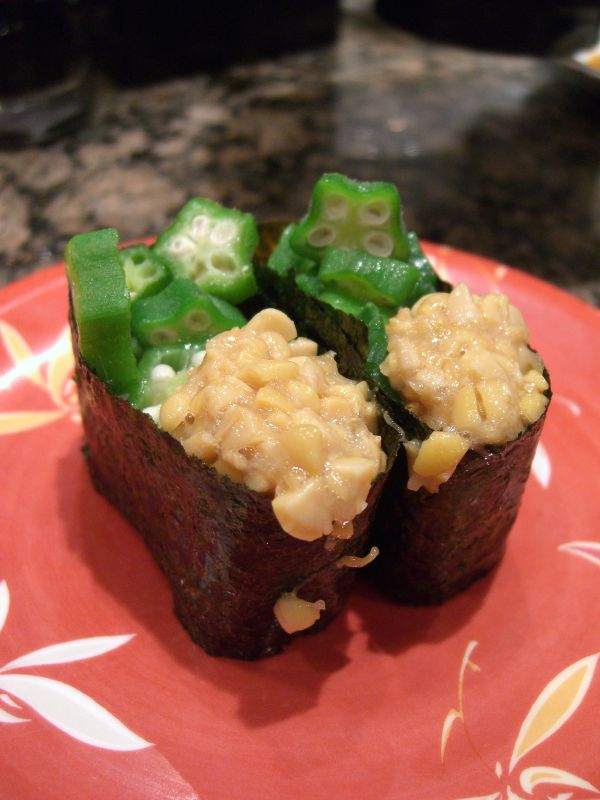
Adicionado no sushi.
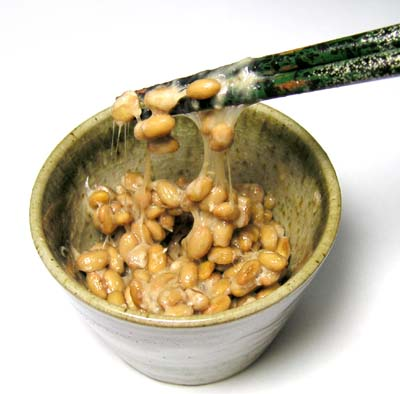
Degustado com Shoyu.
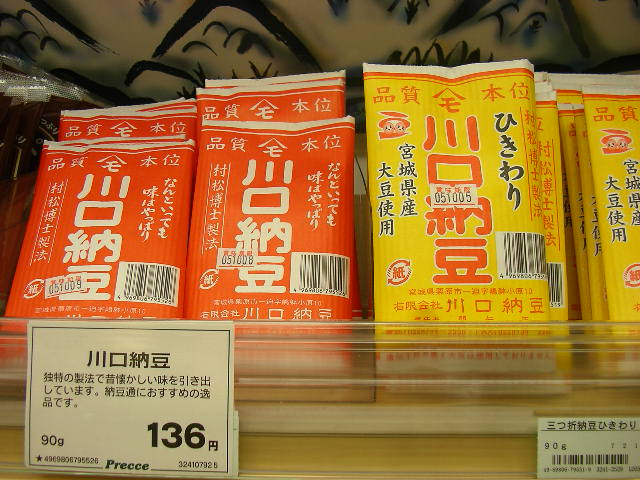
Vendido em pacotes.